# August Meineke
Johann Albert Friedrich August Meineke (født 8. december 1790 i Soest, død 12. december 1870 i Berlin) var en tysk filolog.
Efter at have studeret i Leipzig, men uden at have taget nogen eksamen, blev han 1811 lærer i græsk og romersk litteratur ved et gymnasium i Jenkau ved Danzig, kom senere til Danzig, hvor han blev rektor 1817, og 1826 blev han rektor ved Joachimsthaler-gymnasiet i Berlin, hvor han virkede til 1857.
Han har leveret adskillige, i kritisk henseende fortrinlige udgaver af græske forfattere, således Græcorum comicorum fragmenta (5 bind, Berlin 1839—57, mindre udgave 2 bind, Berlin 1847), Stephanus Byzantinus (Berlin 1849), Strabon (3 bind, Leipzig 1852—53), Stobaios (6 bind Leipzig 1852—64), Athenaios (4 bind, Leipzig 1858—67), Aristofanes (2 bind, Leipzig 1860).